# Джессіка Дюбе
Джессіка Дюбе (фр. Jessica Dubé; 29 жовтня 1987, Драммонвіль, Квебек, Канада) — канадська фігуристка, що виступає у парному спортивному фігурному катанні в парі з Брайсом Девісоном, з яким є триразовою чемпіонкою Канади з фігурного катання (2007, 2009, 2010) і бронзовою медалісткою Чемпіонату світу з фігурного катання 2008 року.
Джессіка досягла також певних успіхів на міжнародній арені і як одиночниця — так, 2003 року вона виграла бронзову нагороду на етапі юніорської серії Гран-Прі в Мексиці, а 2004 року посіла те ж місце на етапі в Китаї.

## Кар'єра
Джессіка Дюбе почала кататися на ковзанах у 4-річному віці. Зі своїм партнером Брайсом Девісоном вони виступають у парах і одночасно обидва катаються як одиночники.
На Чемпіонатах світу з фігурного катання серед юніорів у 2003 та 2004 роках Джессіка Дюбе і Брайс Девісон ставали срібними медалістами.
У грудні 2004 року Джессіка перенесла операцію на коліні, через що пара була вимушена відмовитися від участі у Фіналі юніорської серії Гран-Прі.
На Олімпійських іграх 2006 року ця пара стала 10-ю.

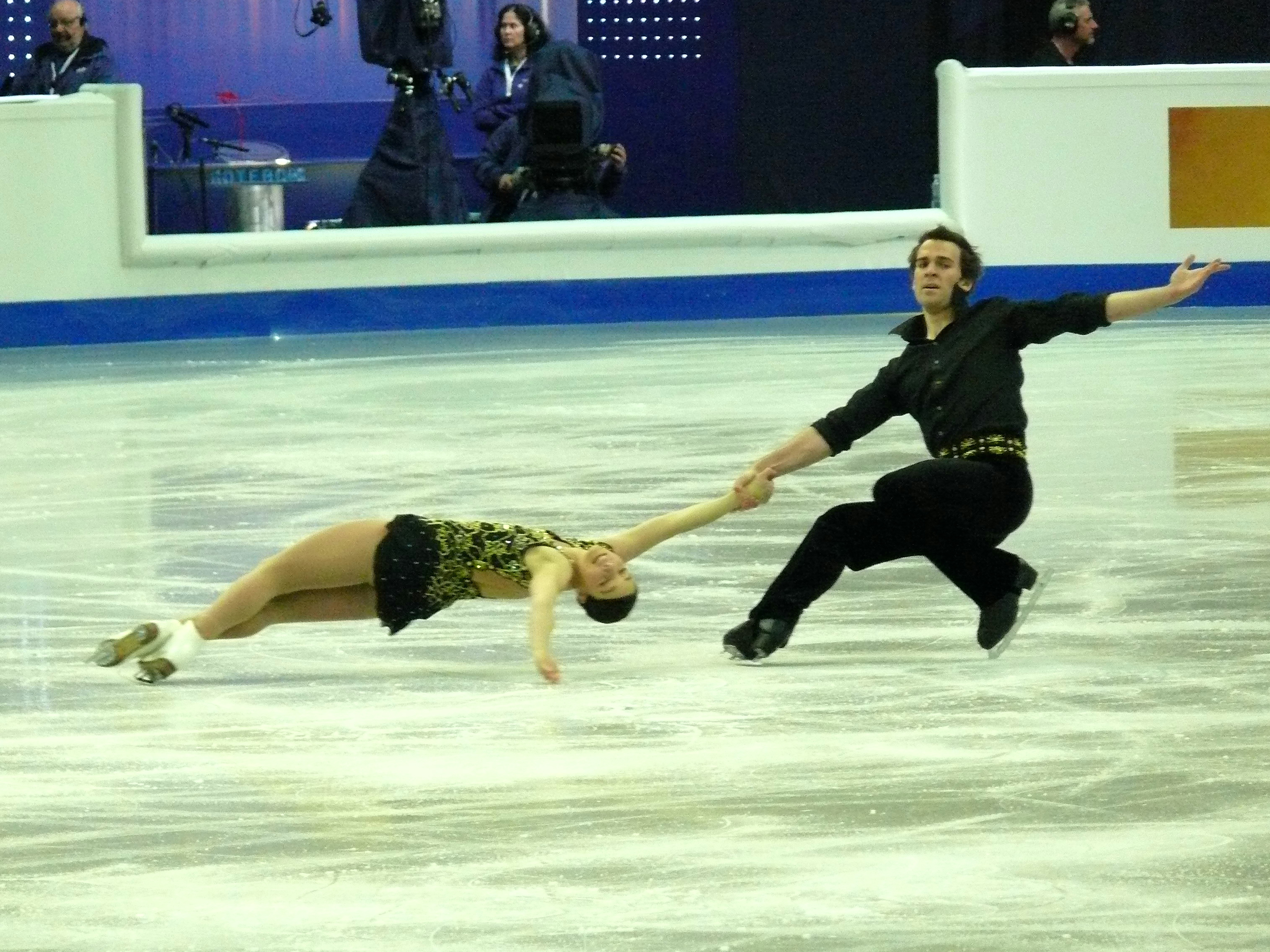
Дюбе і Девісон під час виконання короткої програми на ЧС-2008 (Гетеборг, Швеція)

Після того пара Дюбе/Девісон пропустила етапи серії Гран-Прі з фігурного катання сезону 2006/2007 через травму в партнерки.
8 лютого 2007 року під час виконання довільної програми на Чемпіонаті Чотирьох Континентів з фігуристами стався неприємний випадок: під час паралельного обертання партнери занадто наблизились один до одного, втративши синхронність, і Брайс розсік ковзаном обличчя Джессіки. Спортсменку відразу ж доставили у лікарню й прооперували — лікарям довелося накласти 80 швів. На щастя, Дюбе уникла ушкодження ока і переломів лицевих кісток. Надалі обидва фігуристи потребували допомоги психологів задля успішного повернення на лід.
У 2008 році пара Дюбе/Девісон отримала свою першу медаль Чемпіонатів світу з фігурного катання на світовій першості 2008 року — бронзову.
У сезоні 2008/2009 Дюбе і Девісон брали участь у серії Гран-Прі з фігурного катання сезону. На турнірі Skate Canada 2008 вони стали другими, а на NHK Trophy 2008, де вважались одними з фаворитів, неочікувано для всіх стали третіми і таким чином не потрапили до Фіналу Гран-Прі. На національній першості Канади з фігурного катання пара була першою.
Подібна до сезону 2008/2009 ситуація у пари Дюбе/Девісон склалася і в наступному сезоні — через 2-гу позицію на «Trophée Eric Bompard»-2009 та 3-тю на етапі «Skate Canada» пара не відібралася у Фінал серії Гран-Прі сезону. Пара Дюбе/Девісон — Чемпіони Канади з фігурного катання 2010 року. На головному старті сезону — в олімпійському турнірі спортивних пар на XXI Зимовій Олімпіаді (Ванкувер, Канада, 2010) Дюбе і Девісон стали 6-ми.

## Спортивні досягнення
(з Девісоном у парному катанні)
| Сезони/Змагання                                     | 2003/2004 | 2004/2005 | 2005/2006 | 2006/2007 | 2007/2008 | 2008/2009 | 2009/2010 |
| --------------------------------------------------- | --------- | --------- | --------- | --------- | --------- | --------- | --------- |
| Зимові Олімпійські ігри                             |           |           | 10        |           |           |           | 6         |
| Чемпіонати світу з фігурного катання                |           |           | 7         | 7         | 3         | 7         |           |
| Чемпіонати Чотирьох Континентів з фігурного катання |           |           |           | WD        |           | 2         |           |
| Чемпіонати світу з фігурного катання серед юніорів  | 2         | 2         |           |           |           |           |           |
| Чемпіонати Канади з фігурного катання               | 1J.       | WD        | 2         | 1         | 2         | 1         | 1         |
| Фінал Гран-Прі                                      |           |           |           |           | 4         |           |           |
| Етапи Гран-Прі: «Trophée Eric Bompard»              |           |           |           |           |           |           | 2         |
| Етапи Гран-Прі: «Skate Canada»                      |           |           |           |           | 2         | 2         | 3         |
| Етапи Гран-Прі: «Skate America»                     |           |           | 6         |           | 1         |           |           |
| Етапи Гран-Прі: «NHK Trophy»                        |           |           |           |           | 3         | 3         |           |
| Етапи Гран-Прі: «Cup of China»                      |           |           | 4         |           |           |           |           |
| Командний Чемпіонат світу з фігурного катання       |           |           |           |           |           | 3/2*      |           |

- * — місце в особистому заліку / командне місце

(як одиночниця)
| Сезони/Змагання                       | 2001/2002 | 2002/2003 | 2003/2004 | 2004/2005 | 2005/2006 | 2006/2007 | 2007/2008 |
| ------------------------------------- | --------- | --------- | --------- | --------- | --------- | --------- | --------- |
| Чемпіонати Канади з фігурного катання | 2N.       | 5J.       | 2J.       |           | 8         | WD        | 6         |
| Етапи юніорського Гран-Прі, Німеччина |           |           |           | WD        |           |           |           |
| Етапи юніорського Гран-Прі, Китай     |           |           |           | 3         |           |           |           |
| Етапи юніорського Гран-Прі, Польща    |           |           | 6         |           |           |           |           |
| Етапи юніорського Гран-Прі, Мексика   |           |           | 3         |           |           |           |           |

- N = рівень новачків; J = юніорський рівень; WD = знялись зі змагань

## Виноски
1. ↑  Канадський фігурист розсік своїй партнерці обличчя ковзаном[недоступне посилання з квітня 2019]